# Bandera de Tokelau
La bandera de Tokelau fue adoptada en mayo de 2008 por el parlamento local de este territorio dependiente de Nueva Zelanda. Hasta esa fecha, la bandera oficial correspondía a la bandera de Nueva Zelanda, aunque aún falta la oficialización de la bandera por parte de las autoridades neozelandesas.
La bandera de Tokelau está compuesta por un fondo azul marino sobre el que se ubica una canoa nativa navegando hacia la Cruz del Sur en el cantón. El fondo representa al Océano Pacífico mientras que las estrellas son una referencia a Nueva Zelanda y a los tres atolones que pertenecen a Tokelau (Atafu, Nukunonu y Fakaofo) y a la isla Swains, reclamada por dicho territorio pero bajo administración actual de los Estados Unidos (a través del territorio conocido como  Samoa Americana).
En 1989 fue diseñada una bandera de carácter no oficial destinada a representar a Tokelau. Esta bandera consiste en un paño de color azul en el que figuran tres anillos concéntricos dorados o amarillos. Estos anillos aparecen cortados en su parte izquierda y derecha. En el corte de los anillos que está situado más cerca del mástil aparecen representadas tres estrellas blancas de cinco puntas cada una y en el que está más alejado, una palmera de color verde. Las estrellas y los anillos representan de igual forma a los atolones del archipiélago, aunque no incluyen a Swains.
La actual bandera tokelauana es similar a la de Bosnia y Herzegovina.

Bandera de Nueva Zelanda, uso oficial
Bandera no oficial de uso local (1989-2008)